# Thecodontosaurus
A Thecodontosaurus (jelentése 'gyökeres fogú gyík') a növényevő sauropodomorpha dinoszauruszok egyik neme, amely a késő triász korban (a nori és/vagy rhaeti korszakokban) élt. A maradványai főként a triász idején keletkezett dél-angliai és walesi „réskitöltőkből” ismertek. Átlagosan 1,2 méter hosszú, 30 centiméter magas és körülbelül 11 kilogramm tömegű állat volt.

## Anatómia
A Thecodontosaurus rövid nyakán egy meglehetősen nagy koponya helyezkedett el, melyen nagy szemek voltak. Az állcsontok sok kis és közepes méretű, recézett, levélformájú fogat tartalmaztak. Kezein és lábain öt ujj volt, hosszú és keskeny kezeinek minden ujján nagy karmok nőttek. A mellső lábak jóval rövidebbek voltak a hátsóknál, a farka pedig jóval hosszabb volt, mint a fej, a nyak és a törzs együtt.

## Felfedezés
A Thecodontosaurus eredeti típuspéldánya – a dinoszaurusz maradványai és a hozzá kapcsolódó leletanyag – megsemmisült a második világháborúban, 1940-ben egy német bombázás során. Később azonban további fosszíliák kerültek elő több lelőhelyről, például Bristolból is. Az új leletek egy részét kezdetben egy másik fajhoz, a Thecodontosaurus caducushoz sorolták be. Azonban 2007-ben Adam Yates, Peter Galton és Diane Kermack egy cikkben kijelentették, hogy a T. caducus egy másik nemhez tartozik, melynek a Pantydraco nevet adták.

## Osztályozás
Bár nem a csoport legkorábbi tagja, a Thecodontosaurus a legkezdetlegesebb ismert sauropodomorpha. Eredetileg a Prosauropoda alrendágba sorolták be, de később felvetődött, hogy a Thecodontosaurus és rokonai a prosauropodák és sauropodák szétválása előtt éltek. Az új rekonstrukciók megmutatják, hogy a nyaka aránylag rövidebb volt, mint a fejlettebb korai sauropodomorpháké.
Az eredetileg ausztrálnak vélt, de nagy valószínűség szerint Angliából származó, tévesen azonosított Agrosaurus macgillivrayi (Seeley, 1891) valószínűleg a Thecodontosaurus antiquus szinonimája.

## Fordítás
- Ez a szócikk részben vagy egészben a Thecodontosaurus című angol Wikipédia-szócikk ezen változatának fordításán alapul.  Az eredeti cikk szerkesztőit annak laptörténete sorolja fel. Ez a jelzés csupán a megfogalmazás eredetét és a szerzői jogokat jelzi, nem szolgál a cikkben szereplő információk forrásmegjelöléseként.

## Külső hivatkozások
- The History of Thecodontosaurus. The Bristol Dinosaur Project. Department of Earth Sciences, University of Bristol. [2011. július 8-i dátummal az eredetiből archiválva]. (Hozzáférés: 2010. április 14.)
- 'Thecodontosaurus'. DinoData. (Hozzáférés: 2010. április 14.)
- 'Pantydraco caducus new name for Thecodontosaurus caducus'. DinoData. (Hozzáférés: 2010. április 14.)